# Ньирбатор
Ньирбатор (венг. Nyírbátor) — город в медье Сабольч-Сатмар-Берег в Венгрии.

## История
Первое письменное упоминание о поселке датируется 1279 годом. Его название происходит от старого турецкого слова батыр (тюрк. батыр) или монгольского батор (монг. батор) (первоначально значение «хороший герой», и соответствующие bátor в современном венгерском языке). В это время предки Батори, клан Gutkeled, уже владели землей. Город стал административным центром их владений, а также захоронения семьи. Город принадлежал семье до смерти Габриэля Батори, принца Трансильвании в 1613 году.
Город сыграл большую роль в истории Венгрии в XVI веке. В 1549 году легаты короля Фердинанда I и Изабелла согласились вернуть Трансильванию королевству Венгрии. В течение десятилетий был длительный спор, относительно того, кому принадлежал город, так как местные аристократы были более склонны признать суверенитет правящего принца Трансильвании.
К XVIII векe город пришёл в упадок. В ходе реорганизации государственного управления 1872 года селение потеряло права города, которые были возвращены лишь в 1973 году.
Монахи-францисканцы построили свою церковь-монастырь около 1480 года в стиле поздней готики. Его алтари и кафедры являются одними из самых красивых резных работ в стиле барокко в стране. Рядом с церковью — здание, в котором сейчас находится музей Иштвана Батори.

## Население
| Год  | Численность | Численность |
| ---- | ----------- | ----------- |
| 2013 | 12 399      | [ 2 ]       |
| 2014 | 12 341      | [ 3 ]       |
| 2018 | 11 831      | [ 4 ]       |
| 2021 | 11 403      | [ 5 ]       |
| 2022 | 11 494      | [ 6 ]       |
| 2023 | 11 388      | [ 7 ]       |
| 2024 | 11 237      | [ 1 ]       |

## Города-побратимы
- Виноградов, Украина
- Гродно, Беларусь
- Карей, Румыния
- Рава-Мазовецкая, Польша
- Хуст, Украина
- Шимлеу-Силванией, Румыния

## Персоналии
- Ковач, Иштван (1921–1990) – академик, юрист.